# Blaenavon industrielle landskab
Blaenavon industrielle landskab (engelsk: Blaenavon Industrial Landscape) er en by og et tidligere mineområde i det sydøstlige Wales.

## Byen
Blaenavon (walisisk Blaenafon) er en by i Torfaen i Wales. Den ligger på det sted, hvor floden Lwyd har sine kilder. Byen har omkring 5000 indbyggere (2004).

## Industri og minedrift
Blaenavon voksede op omkring et jernværk, som åbnede i 1788. Dette blev fulgt af stål- og kulmineindustri, og befolkningstallet nåede på et tidspunkt 20.000. Jernværket lukkede i 1900, og kulminen stoppede i 1980. Derefter faldt folketallet.

## Verdensarv
Byen har et minemuseum. Det industrielle landskab, der dækker et område på 3.290 ha, blev optaget på UNESCOs Verdensarvsliste i 2000. 